# 밀양동명고등학교
밀양동명고등학교(密陽東明高等學校)는 대한민국 경상남도 밀양시 하남읍 수산리에 있는 사립 고등학교이다. 

## 학교 연혁
- 1945년 9월 5일 : 동명학원 창립
- 1951년 12월 31일 : 재단법인 민립학회 설립, 초대 원당 김형덕 이사장 취임
- 1964년 1월 25일 : 동명학숙으로 조직 변경
- 1966년 1월 8일 : 동명상업고등학교 설립
- 1980년 4월 15일 : 학교법인 원당학숙으로 조직 변경
- 1980년 10월 16일 : 김상원 이사장 취임
- 1987년 10월 12일 : 동명상업고등학교를 동명종합고등학교로 학칙 변경
- 2000년 3월 1일 : 동명종합고등학교를 밀양동명고등학교로 학칙 변경 (정보처리과 2학급, 보통학과 2학급)
- 2014년 3월 1일 : 학칙 변경 (인문보통과 3학급)
- 2022년 3월 3일 : 최진관 교장 취임
- 2023년 2월 2일 : 제55회 졸업식
- 2023년 3월 3일 : 2023학년도 신입생 입학식
- 2024년 1월 5일 :제56회 졸업식
- 2024년 3월 5일 :2024학년도 신입생 입학식

## 참고 자료
- 밀양동명고등학교 - 한국교육학술정보원 학교알리미